# Lupinus visoensis
Lupinus visoensis är en ärtväxtart som beskrevs av James Francis Macbride. Lupinus visoensis ingår i släktet lupiner, och familjen ärtväxter. Inga underarter finns listade i Catalogue of Life.